# خوزه مانوئل ریورو کاروایو
خوزه مانوئل ریورِو کاروایو (انگلیسی: José Manuel Rivero Carvallo؛ ‏ ۱ آوریل ۱۹۰۵ – ۱۵ فوریهٔ ۱۹۹۳) پزشک قلب و عروق اهل مکزیک بود. او یکی از اعضای مؤسس «مؤسسه ملی قلب و عروق مکزیک» بود و امروزه به واسطهٔ توصیف نشانه کاروایو در سال ۱۹۴۶ در یادها مانده است.